# 細川刑部大輔
細川 刑部大輔（ほそかわ ぎょうぶのたいふ）は、戦国時代の武将。和泉国上守護。

## 概要
細川氏の人物だが血筋としては畠山尚順の孫に当たる。
「両畠山系図」には「石垣岩鶴（畠山長経の子）が早逝したため細川和泉守（細川晴宣）の子を卜山（畠山尚順）の養子として石垣領主に迎え、細川刑部大輔と称した」とある。一方、『足利季世記』には「遊佐氏の計らいで畠山政国の弟（尚順の子）を和泉守（晴宣）の養子として所領を安堵し細川刑部大輔を名乗らせた」とある。
永禄8年（1565年）には和泉上守護として六角義賢から書状を送られている。永禄11年（1568年）4月には三好三人衆や松浦虎と敵対する三好義継や松浦光、畠山高政、九条稙通らによって推戴されているものの、守護としての実権はなかった。
養子の湯河景春は石垣氏を継承し二郎八郎や民部大輔を名乗った。